# Neidhartshausen
Neidhartshausen est une ancienne commune allemande de l'arrondissement de Wartburg, Land de Thuringe.

## Géographie
Neidhartshausen se situe sur la Felda, dans le Rhön.
|                  | Dermbach        |                |
| Brunnhartshausen | Neidhartshausen | Wiesenthal     |
| Zella/Rhön       | Diedorf         | Kaltennordheim |

Neidhartshausen se trouve sur la Bundesstraße 285.

## Histoire
Neidhartshausen est mentionné pour la première fois en 956.